# Maria Rohm
Maria Rohm (Viena, 13 de agosto de 1945-Toronto, 18 de junio de 2018) fue una actriz y productora austriaca.

## Biografía
Nacida como Helga Grohmann en Viena, comenzó su carrera como actriz a una edad muy temprana, trabajando en el famoso Burgtheater vienés como actriz infantil desde los 4 hasta los 13 años. Continuó su trabajo teatral hasta los 18 años cuando hizo una audición para el productor de cine británico Harry Alan Towers, con quien más tarde se casaría. Trabajando con Towers, se hizo famosa por aparecer en una serie de películas dirigidas por Jesús Franco a fines de la década de 1960, incluidas Paroxismus, El juez sangriento y El conde Drácula. 
Rohm permaneció casado con Towers desde 1964 hasta su muerte en 2009. Se retiró de la actuación en 1976, pero continuó produciendo películas independientes. 

## Muerte
Rohm murió en Toronto el 18 de junio de 2018 a los 72 años. Había sido hospitalizada por parálisis en las piernas después de desplomarse en el suelo. Las pruebas llevaron al descubrimiento de una leucemia aguda y un tumor que le presionaba la columna vertebral (lo que provocó la parálisis), aunque Rohm seguía convencida de que sufría de ciática. Su condición se deterioró rápidamente y murió unos días después de ingresar al hospital.

## Filmografía
| Año  | Título                           | Papel                             |
| ---- | -------------------------------- | --------------------------------- |
| 1964 | Teufel im Fleisch                | Prostituta                        |
| 1964 | Mozambique                       | (sin acreditar)                   |
| 1965 | 24 horas para matar              | Claudine                          |
| 1965 | Ciudad del terror                | Mucama                            |
| 1966 | Our Man in Marrakesh             | Mujer en carruaje (sin acreditar) |
| 1967 | Five Golden Dragons              | Ingrid                            |
| 1967 | El millón de ojos de Sumuru      | Helga                             |
| 1967 | La venganza de Fu Manchú         | Ingrid                            |
| 1967 | La casa de las mil muñecas       | Diana                             |
| 1968 | Eva                              | Ana                               |
| 1968 | Fu Manchú y el beso de la muerte | Ursula Wagner                     |
| 1968 | 99 mujeres                       | Maria                             |
| 1969 | La ciudad sin hombres            | Leslye                            |
| 1969 | Marqués de Sade: Justine         | Juliette                          |
| 1969 | Paroxismus                       | Wanda Reed                        |
| 1970 | La isla de la muerte             | Madame Saint Ange                 |
| 1970 | El juez sangriento               | Mary Gray                         |
| 1970 | El conde Drácula                 | Mina Murray                       |
| 1970 | El retrato de Dorian Gray        | Alice Campbell                    |
| 1971 | Black Beauty                     | Ana Piggot                        |
| 1972 | La isla del tesoro               | Sra. Hawkins                      |
| 1972 | The Call of the Wild             | Mercedes                          |
| 1974 | And Then There Were None         | Elsa Martino                      |
| 1975 | The Killer is Not Alone          | Teresa                            |
| 1975 | Closed Up-Tight                  |                                   |
| 1976 | La fine dell'innocenza           | Marie                             |